# 暹羅盜龍屬
暹羅盜龍屬（意為「暹羅的盜賊」）是鯊齒龍類獸腳恐龍已滅絶的一屬，生存於早白堊世阿普第期，化石發現於泰國那空叻差是瑪府中部的闊瓜組，是东南亚已知第一个明确命名的鲨齿龙类。

## 发现

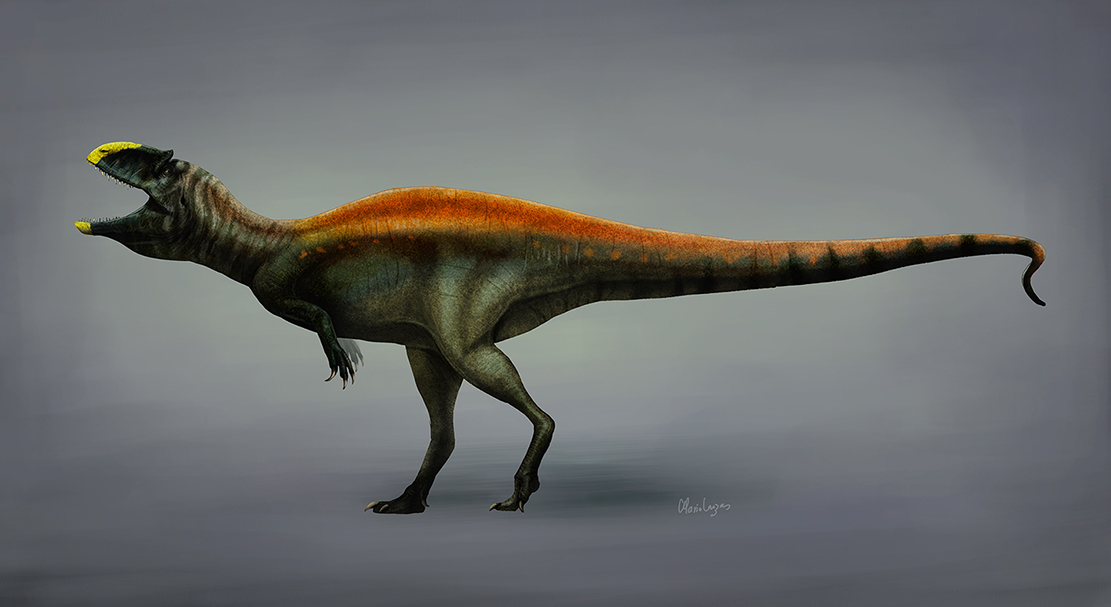
复原图

2007年至2009年期间，日本-泰国恐龙化石联合考察团队在那空叻差是玛府缪昂那空叻差是玛区苏兰拉里分区的班沙潘欣村进行，这次挖掘所取得的发现包括一种全新的兽脚类骨骼。
2019年，模式种苏氏暹罗盗龙（Siamraptor suwati）由端苏达·科塔洛文（Duangsuda Chotchaloemwon）、服部哲（Soki Hattori）、埃莱娜·科斯塔（Elena Cuesta）、普拉图宁·金塔萨库尔（Pratueng Jintasakul）、柴田正十（Masateru Shibata）和东阳一（Yoichi Azuma）等人命名、叙述。属名取自泰国的旧称“暹罗”和拉丁语单词raptor（意为“盗贼”）。种名纪念苏瓦特·利普塔潘洛普，他支持了东北石化木材和矿产资源研究所（Northeastern Research Institute of Petrified Wood and Mineral Resources）的科研工作。
正模标本NRRU-F01020008发现于阿普第阶的阔瓜组，由一个包括上隅骨和部分关节的右后下颌组成。其它归类于该属的材料包括至少三具单独遗骸，主要由颅骨和下颌碎片以及一个手爪骨、三个颈椎、两个坐骨（不完整）、一个尾椎、两个背椎椎体、一个神经棘、部分胫骨以及一个（左脚）趾骨组成。

## 叙述
暹罗盗龙的体长估计为26英尺（7.9）。
描述作者指出了暹罗盗龙的一些显著特征，相对于异特龙超科，这些皆是该属的自衍徵，即独特的衍生特征。颧骨下缘笔直，而非凸起或边缘起伏。颧骨前支（front branch）很高，甚至突出于眼眶之下。上隅骨在其骨架（bone shelf）后部有一椭圆形深凹和四个后上隅骨孔，而其他兽脚亚目最多有两个。一个狭长的凹槽沿上隅骨和前关节骨之间的骨缝（bone
suture）延伸。关节和前关节之间的骨缝的切口被一个孔（foramina）穿过。前颈椎带有一个额外的气腔，挖空了位于下肋骨（lower rib）接触处的椎体横突（parapophysis）。颈椎和后脊椎骨在神经棘底部有成对的小孔。